# Kuhitangia knorringiana
Kuhitangia knorringiana är en nejlikväxtart som först beskrevs av Boris Konstantinovich Schischkin, och fick sitt nu gällande namn av Bondar. Kuhitangia knorringiana ingår i släktet Kuhitangia och familjen nejlikväxter. Inga underarter finns listade i Catalogue of Life.